# Ahmed Shuja Pasha

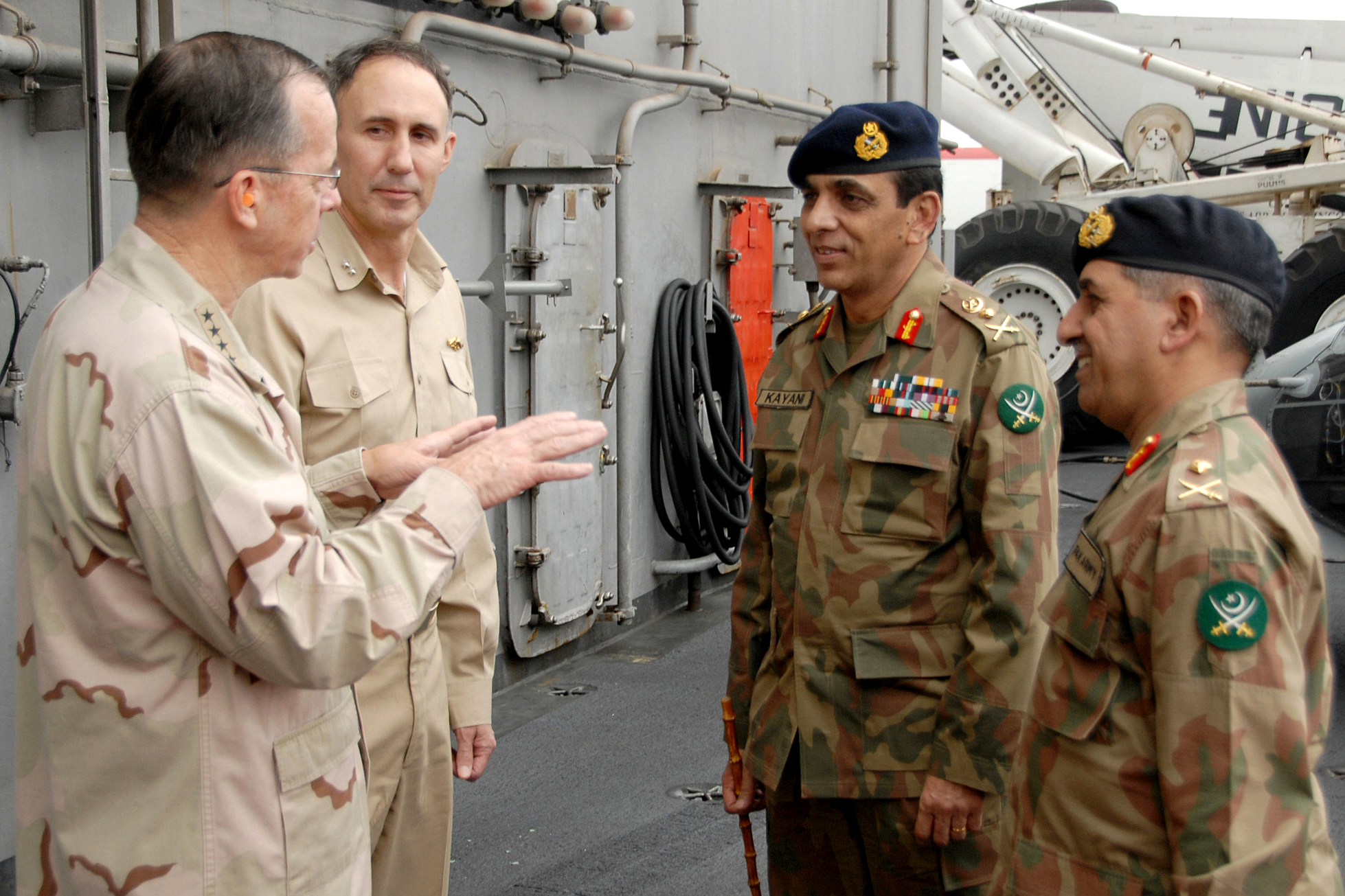
Ahmed Shuja Pasha (ganz rechts; 2008)

Ahmed Shuja Pasha (* 18. März 1952) ist ein pakistanischer Offizier im Rang eines Generalleutnants und ehemaliger Geheimdienstchef. Er war von 2008 bis März 2012  Leiter des Geheimdienstes Inter-Services Intelligence (ISI), wurde dann von Zaheerul Islam abgelöst.  Vom Forbes Magazine war er noch 2012 auf Platz 34 der Liste The World’s Most Powerful People gelistet als mächtigster Militär weltweit. Seit 2013 arbeitet er als Berater für die Vereinigten Arabischen Emirate.